# Ex Pontificio seminario regionale sardo

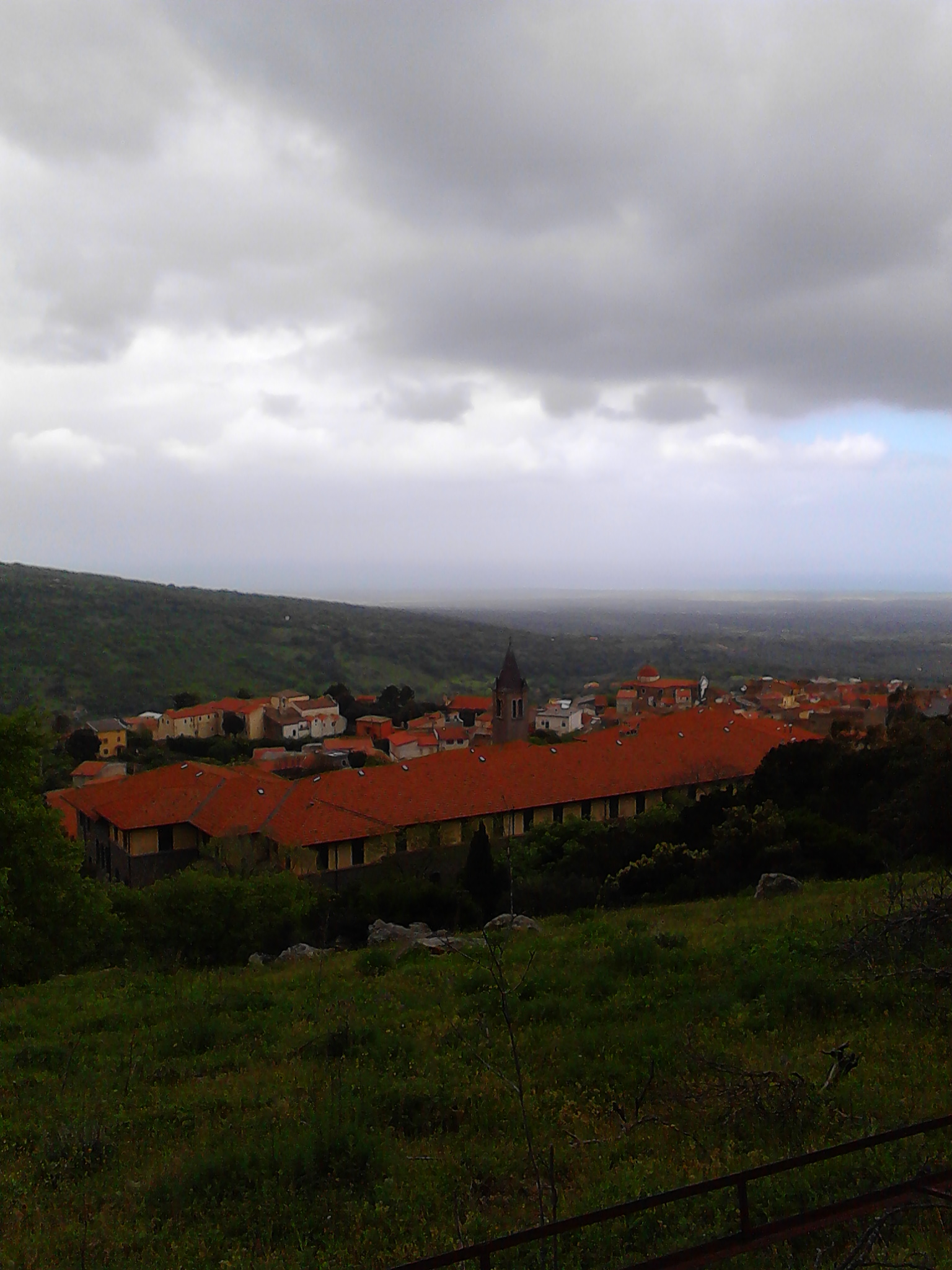
Vista dell'Ex Seminario dalla collina soprastante

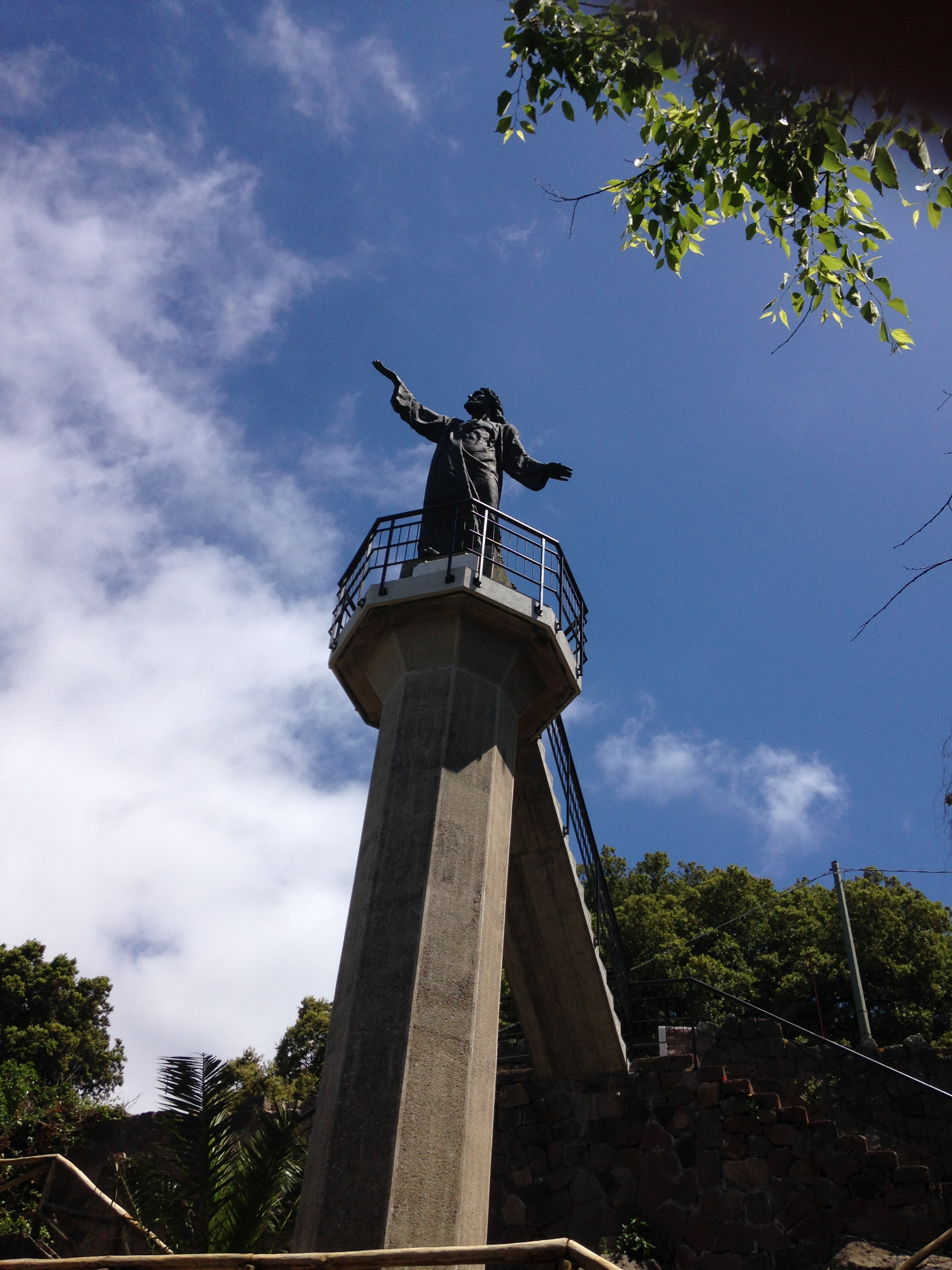
La statua del Redentore di Cuglieri dopo i lavori di restauro del 2016, situata all'interno del parco del seminario

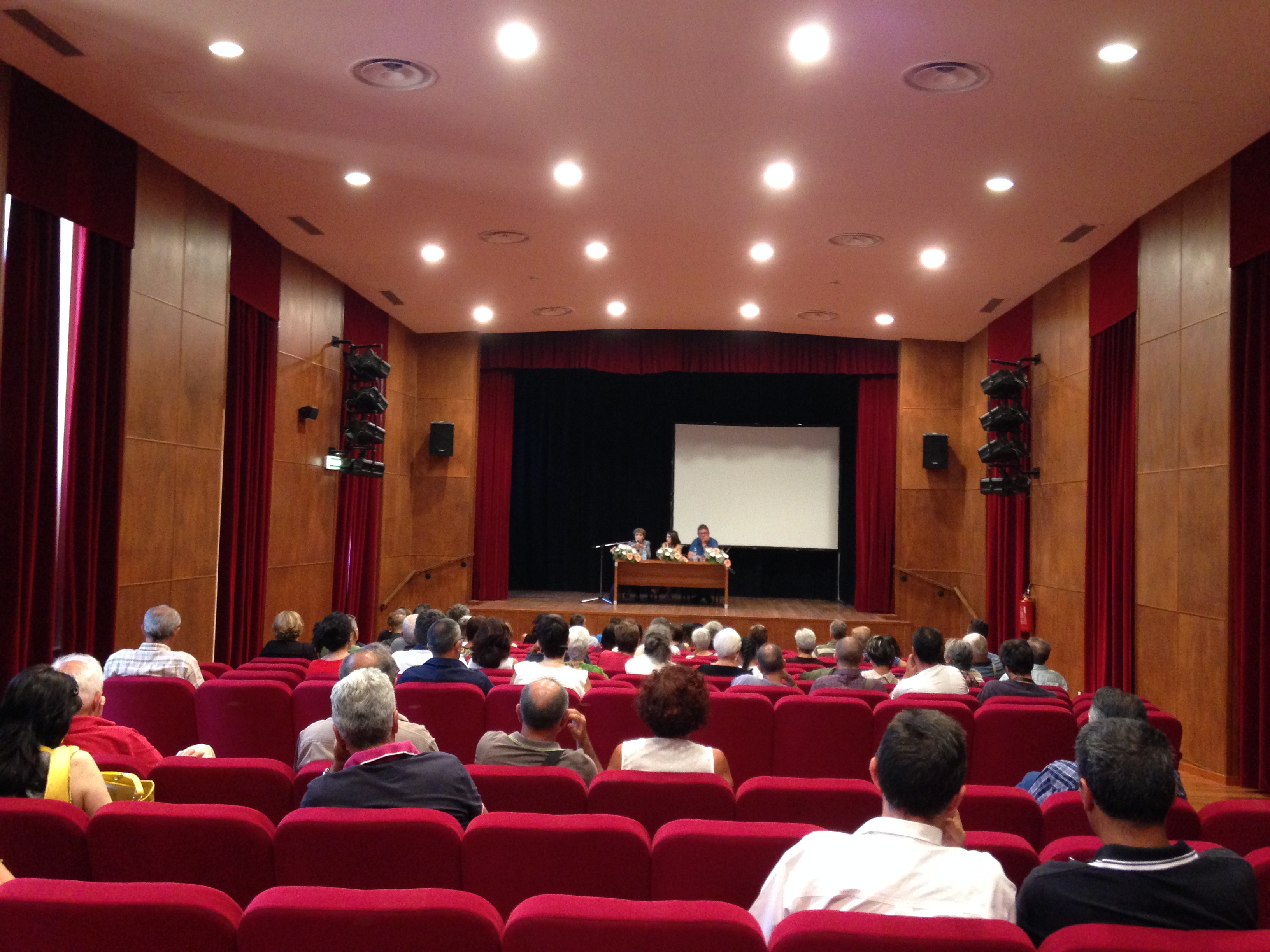
La sala teatro di recente realizzazione

L'ex Pontificio Seminario regionale sardo è un edificio di Cuglieri, che è stato fino al 1971 il seminario regionale della regione ecclesiastica Sardegna e sede della Pontificia facoltà teologica della Sardegna, la prima facoltà teologica pontificia extra urbem (fuori di Roma).

## Architettura
Il progetto dell'edificio, che doveva essere grandioso, fu studiato dall'ingegnere Giuseppe Momo, tuttavia fu scelto uno stile semplice quale quello pisano del 1300. Si scelse questo stile perché il seminario aveva tanti punti di somiglianza con gli antichi monasteri, e inoltre questo stile meglio di integrava con l'architettura del paese, dove le case erano semplici e severe, in un paesaggio dominato dai boschi e dai monti del Montiferru.
Il complesso è esteso su un'area di circa 31.000 m², di cui circa 14.000 occupati dai fabbricati.

## Storia
Nel 1924 il papa Pio XI accolse la preghiera dei vescovi sardi e decise di costruire a spese del Vaticano un seminario centrale per gli studi filosofici e teologici, e di affidarlo alla Compagnia di Gesù. Lasciò loro la scelta della località nella quale dovesse sorgere: né Cagliari, né Sassari, ma un luogo al centro dell'isola. Si pensò in un primo momento a Macomer, poi si preferì una località che godesse di un clima più salubre, e si decise per Cuglieri nella diocesi di Alghero-Bosa allora in provincia di Cagliari, anche perché il terreno per l'edificazione del fabbricato era stato donato dal Sindaco, don Eraldo Sanna, ricco possidente del luogo.
Con la costituzione apostolica Nostrarum partem del 5 agosto 1927, papa Pio XI, contestualmente alla fondazione del seminario regionale affidato alla Compagnia di Gesù, erigeva in Cuglieri le due facoltà di teologia e filosofia che dovevano continuare l'attività già avviata nelle università di Cagliari e di Sassari. Pochi anni dopo, a causa della scarsità delle risorse, si rinunciò alla facoltà di filosofia per mantenere solo quella di teologia. Dotato di un'imponente e grandiosa struttura, il seminario prosperò e divenne punto di riferimento, non solo spirituale, ma anche culturale, per il clero e gli ambienti cattolici di tutta l'isola. 

### Chiusura del seminario
Nel 1971, a seguito dello spostamento della Facoltà teologica voluto dai Gesuiti, i seminaristi vennero trasferiti a Cagliari, seppure in assenza di una sede adeguata e poi accolti provvisoriamente in un'ala del Seminario arcivescovile di Cagliari. L'edificio nel 1976 venne ceduto alla Regione Sardegna, al prezzo di circa 60.000 Lire al m².
Negli anni 1980 negli spazi dell'ex seminario regionale vennero allestiti i concerti di noti artisti tra i quali: Vasco Rossi, Fabrizio De André, Gianna Nannini, Roberto Vecchioni, Renato Zero, Loredana Bertè, Riccardo Cocciante, Franco Battiato, Pierangelo Bertoli, Edoardo Bennato, Ornella Vanoni, i Pooh, la PFM,  i Matia Bazar, i Nomadi.
Nel corso degli anni ha subito parecchie ristrutturazioni, l'ultima nei primi anni 2000. Il 18 gennaio 2014 è stato firmato un protocollo d'intesa per la concessione in comodato d'uso al prezzo simbolico di un euro, dalla Regione al Comune. Sede della soppressa Comunità montana del Montiferru, la sala consiliare e la sala teatro vengono utilizzate per eventi quali convegni, concerti, spettacoli. Oggi gran parte dell'edificio è chiusa al pubblico per motivi di sicurezza, tranne il chiostro e la cappella, che sono visitabili in particolari occasioni. La cappella è stata in gran parte interdetta al pubblico per motivi di sicurezza in quanto pericolante, perciò i visitatori possono osservarla dall'ingresso. Il chiostro viene utilizzato ancora oggi anche per concerti e spettacoli all'aperto. Come per la cappella, anche il lato destro e quello nord del chiostro sono stati interdetti al pubblico per motivi di sicurezza. Nel lato sinistro dell'edificio invece (da dove si accede tramite un cancello nei pressi dell'ingresso principale del seminario) sono presenti la sala consiliare, gli uffici di Laore e dei locali di recente costruzione dove dal 2023 ha sede la Compagnia Barracellare di Cuglieri.

## Il parco
C'è inoltre il parco che include la via crucis per arrivare alla statua del redentore di Cuglieri. Sono presente anche due grotte, una delle quali chiusa. Il parco restando in abbandono per anni, è stato tuttavia oggetto di atti vandalici nel quale sono state distrutte quasi tutte le immagini della via crucis, sono state rubate le statue dalle grotte e sono stati creati altri danni. A seguito di tutto ciò il parco è stato chiuso e può essere visitabile solo in particolari occasioni. Nel 2016 sono stati eseguiti alcuni lavori di restauro e di messa in sicurezza che hanno riguardato il rifacimento delle staccionate dei percorsi della via crucis, il posizionamento della nuova croce in legno poco prima di salire alla statua, la rimozione delle immagini della via crucis danneggiate ed infine il rifacimento dei muri, delle scale e la posa di nuove ringhiere nella statua del Redentore. Sono presenti anche un campo di calcio e uno da tennis, entrambi in abbandono. Per accedere al parco sono presenti tre ingressi: Quello principale da via Vittorio Emanuele (fianco destro seminario), uno (sempre aperto) nel rione di Santa Maria (nei pressi dell'omonima Basilica e del cimitero di Cuglieri, dove ci sono i campi di calcio e da tennis, utilizzato dai residenti del quartiere per parcheggiare le macchine) e a seguito dei lavori di ristrutturazione del 2016 è stato installato anche un cancello d'ingresso da una strada che parte nei pressi del cimitero e che, salendo su una collina soprastante porta in campagna. Da qui si accede direttamente a pochi metri dalla statua del Redentore.

## Galleria d'immagini

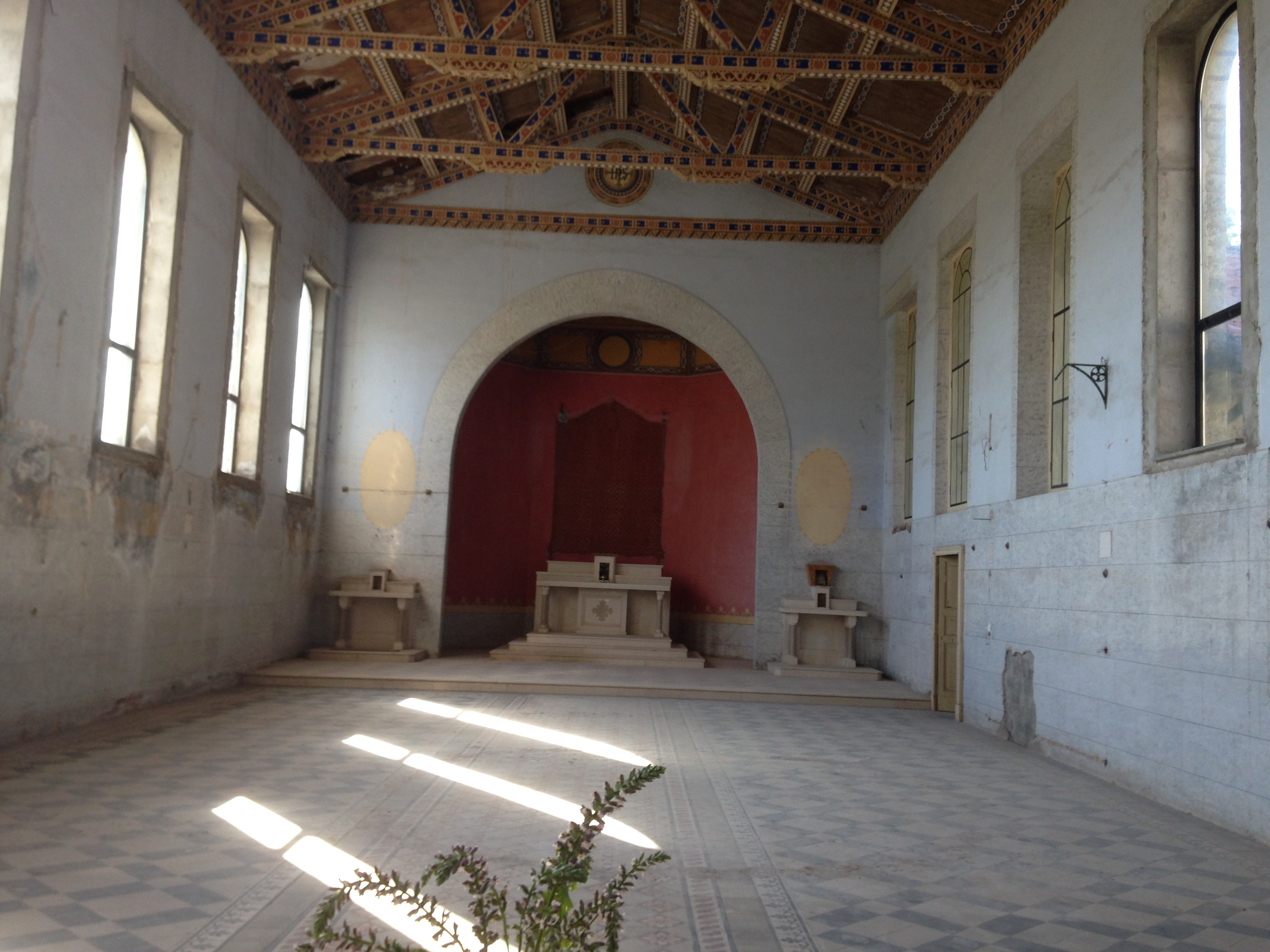
La cappella
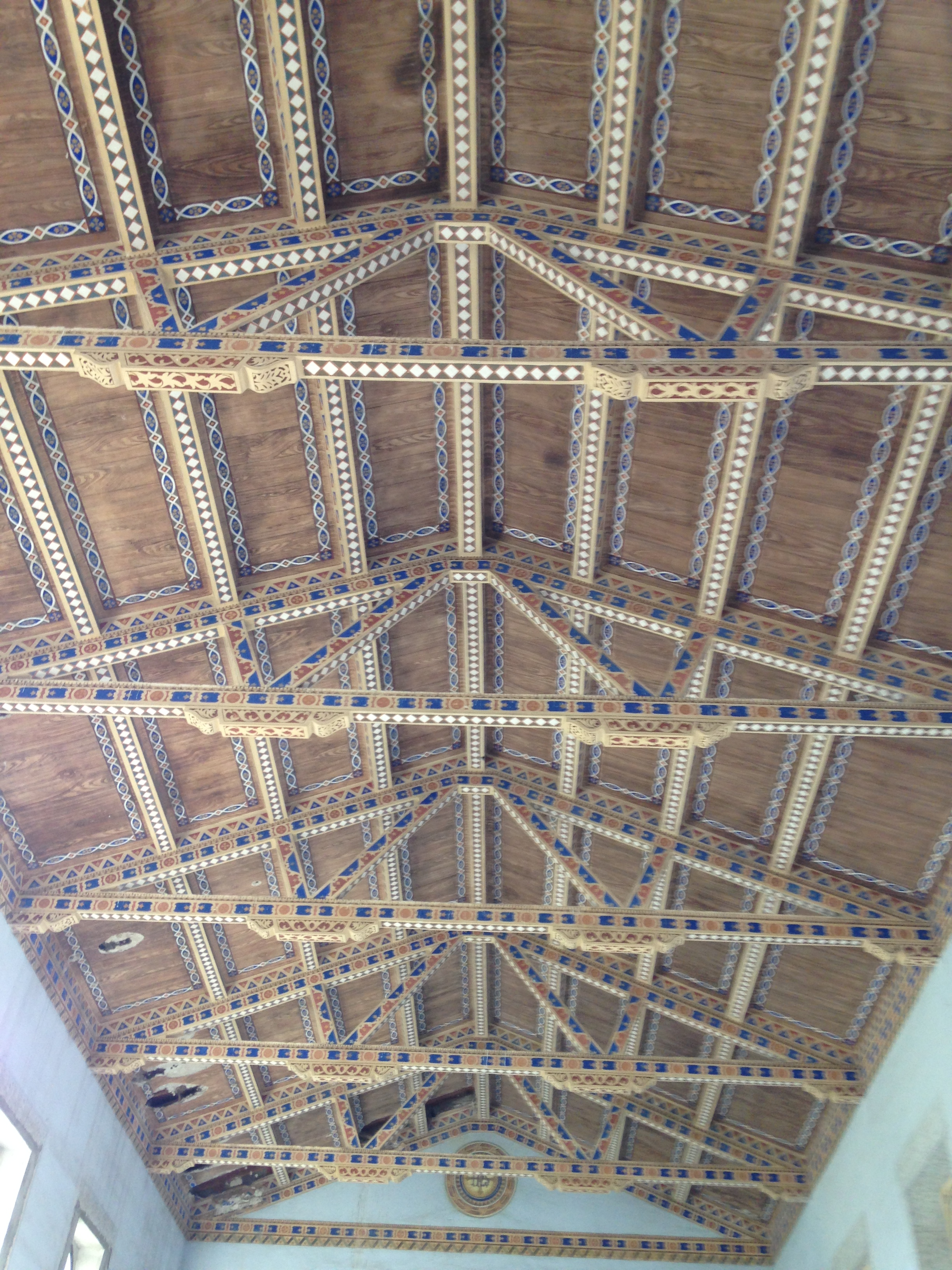
Dipinti sul soffitto della cappella
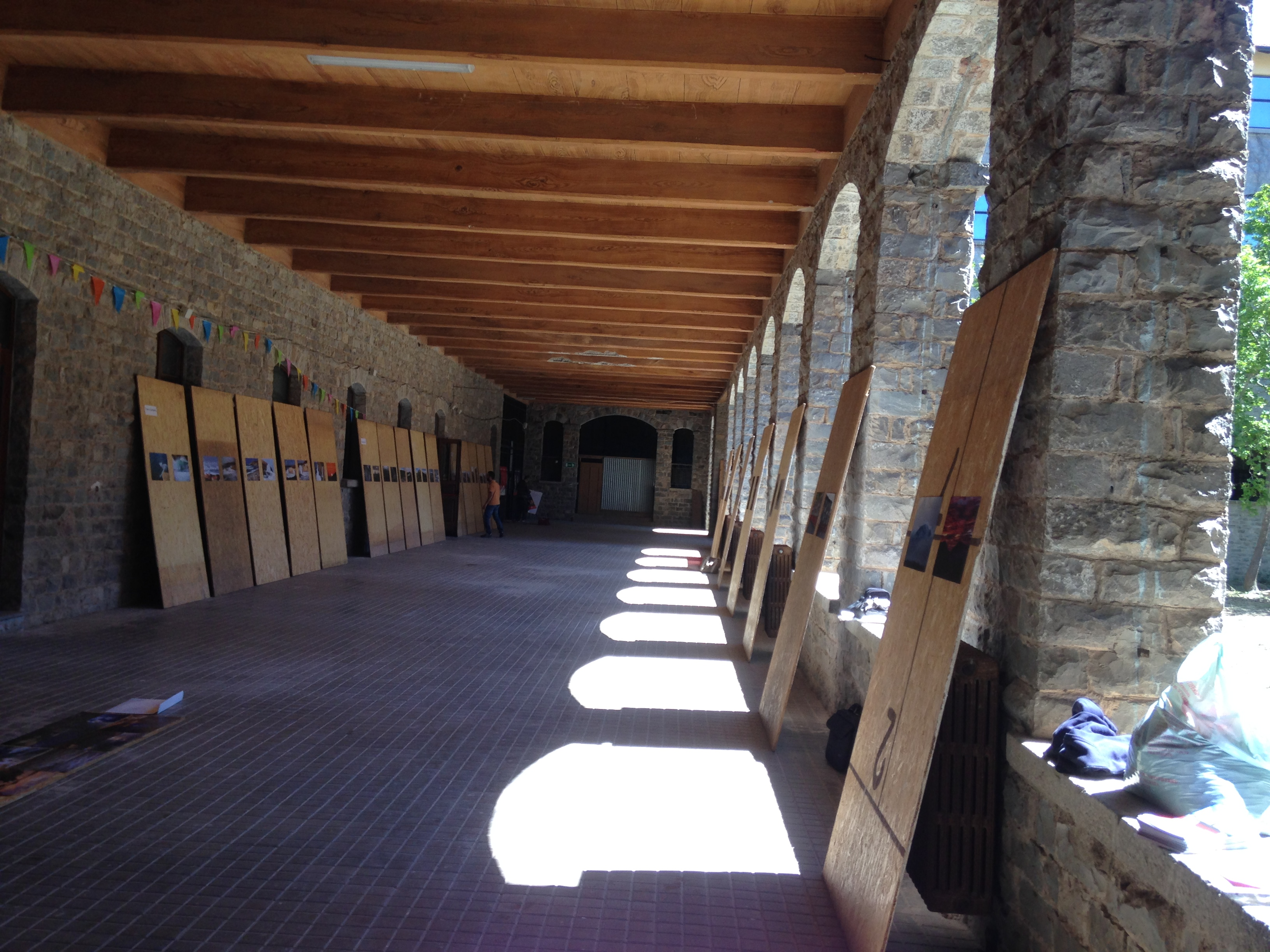
Veduta del chiostro, lato sinistro
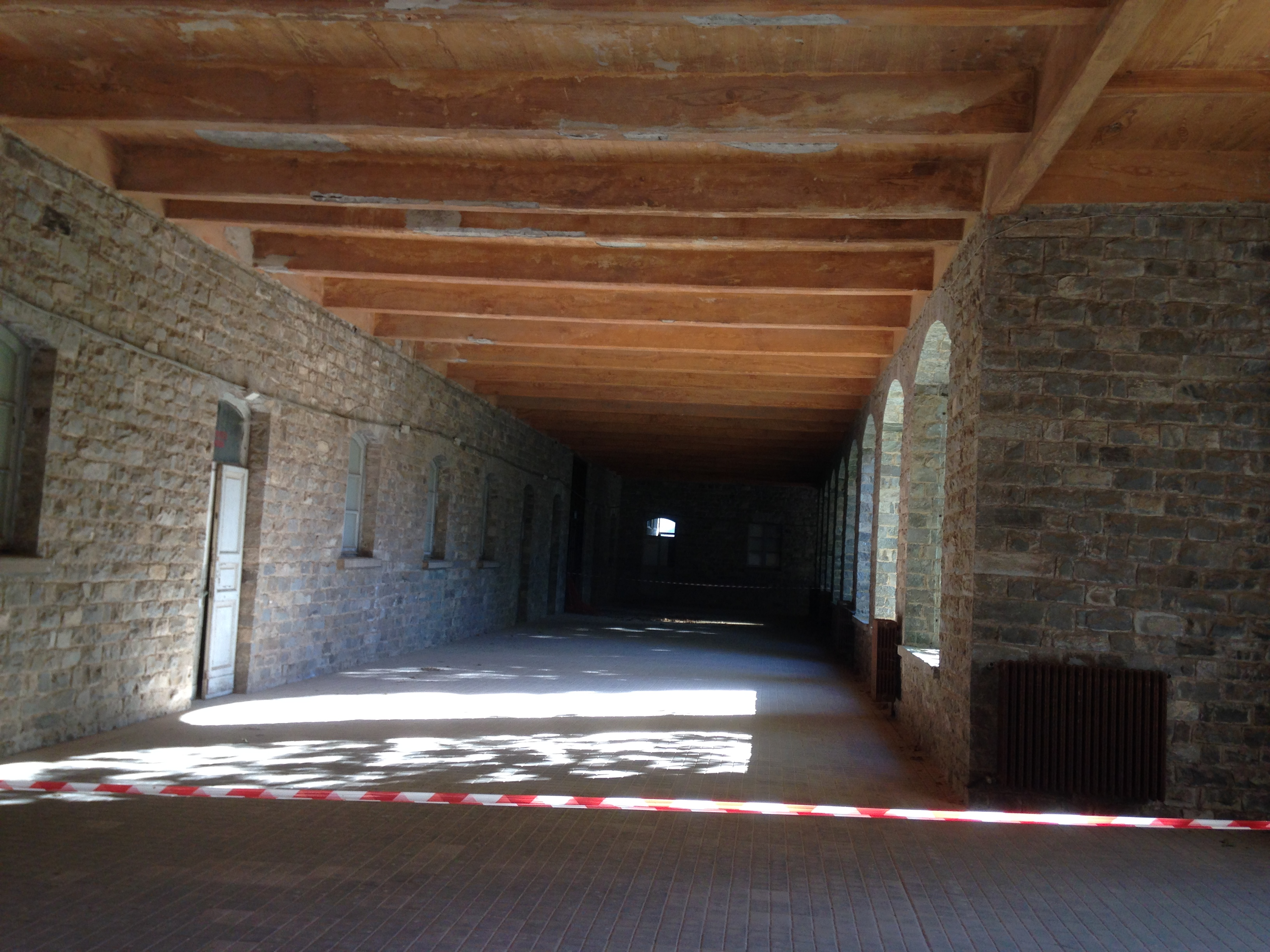
Veduta del chiostro, lato destro, interdetto al pubblico per motivi di sicurezza
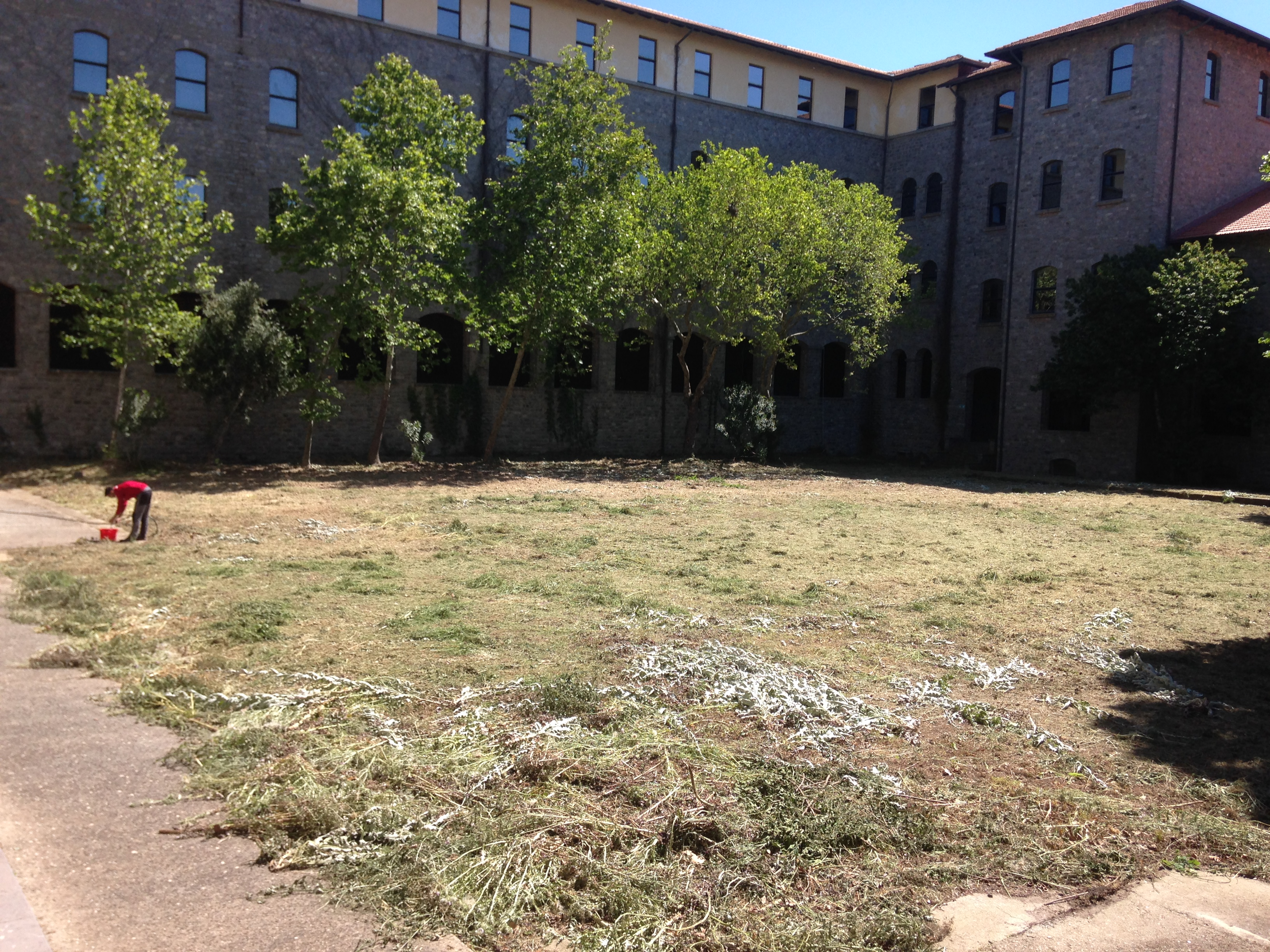
Veduta del cortile del chiostro
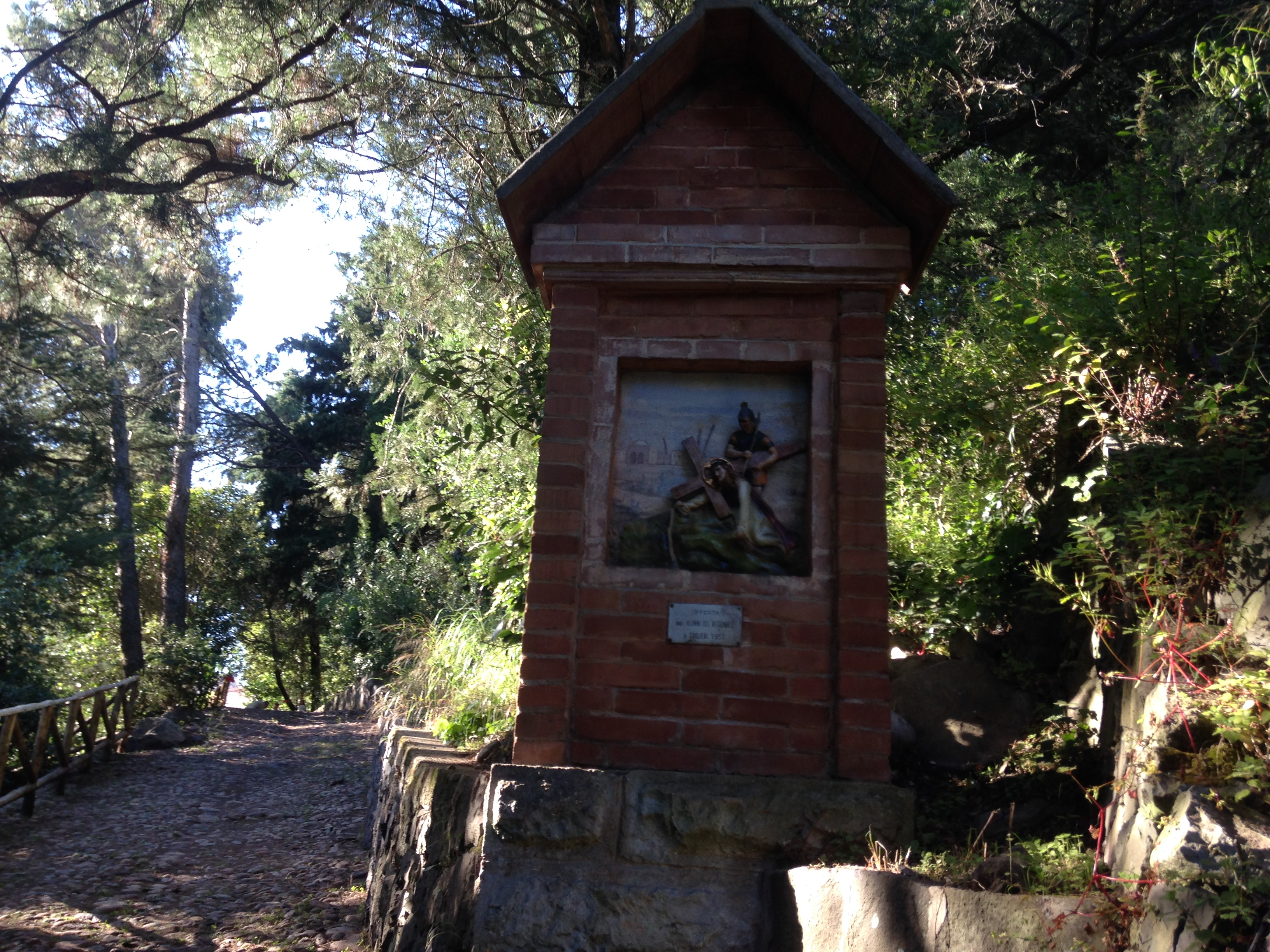
L'unica immagine della via crucis per il Redentore rimasta integra, nel parco del seminario
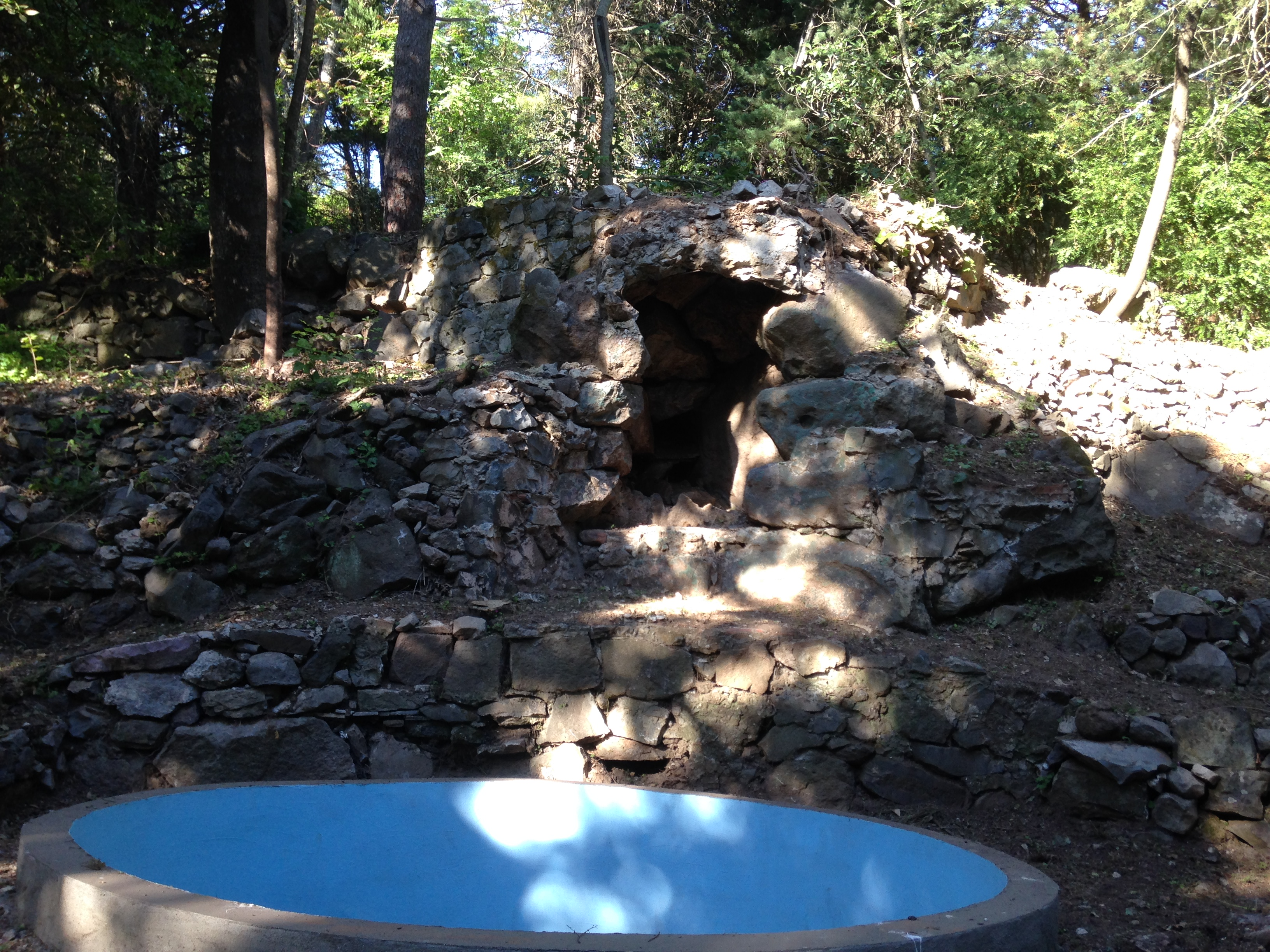
Grotta del parco
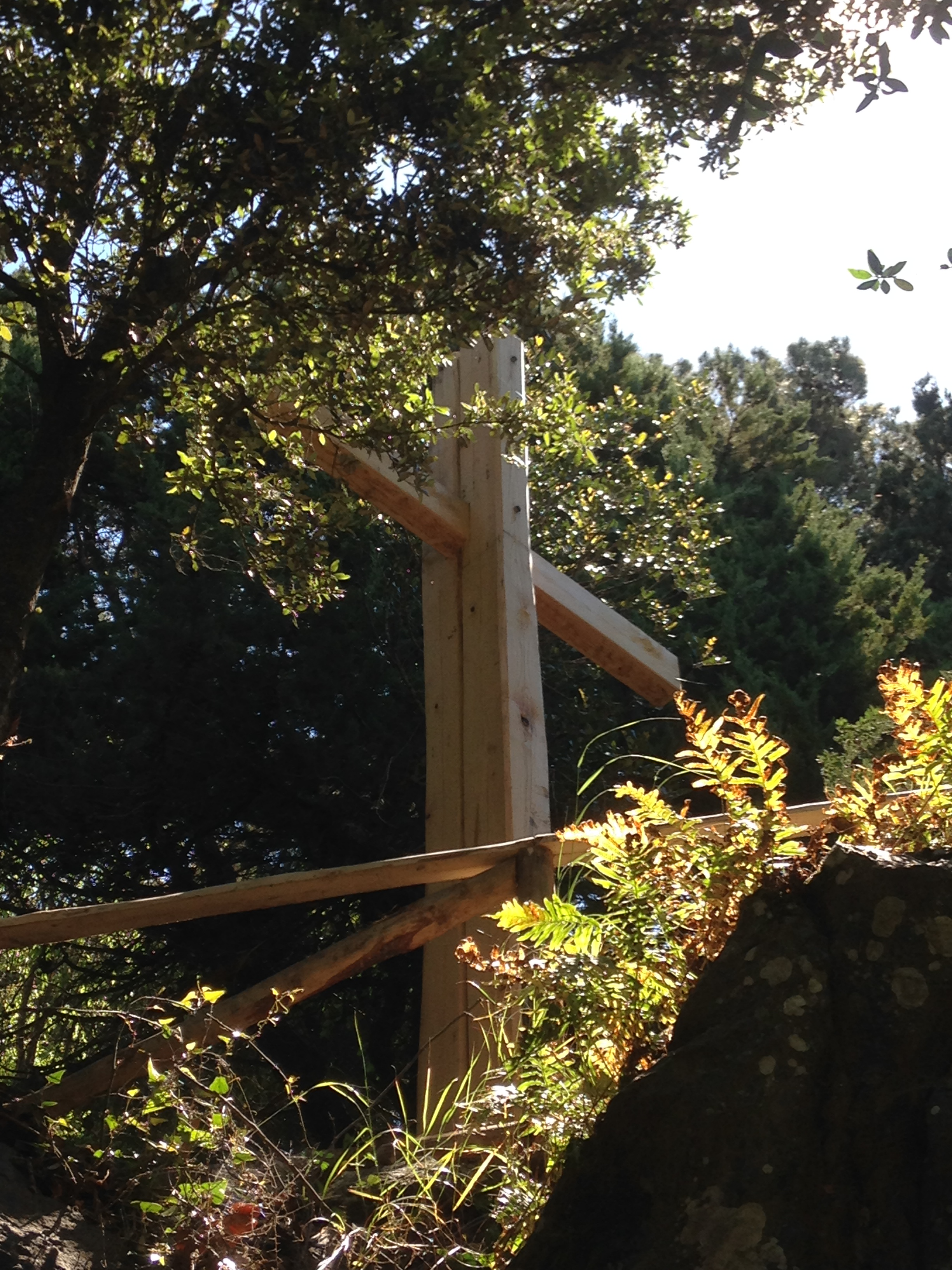
Nuova croce di legno del parco, posizionata nel 2016
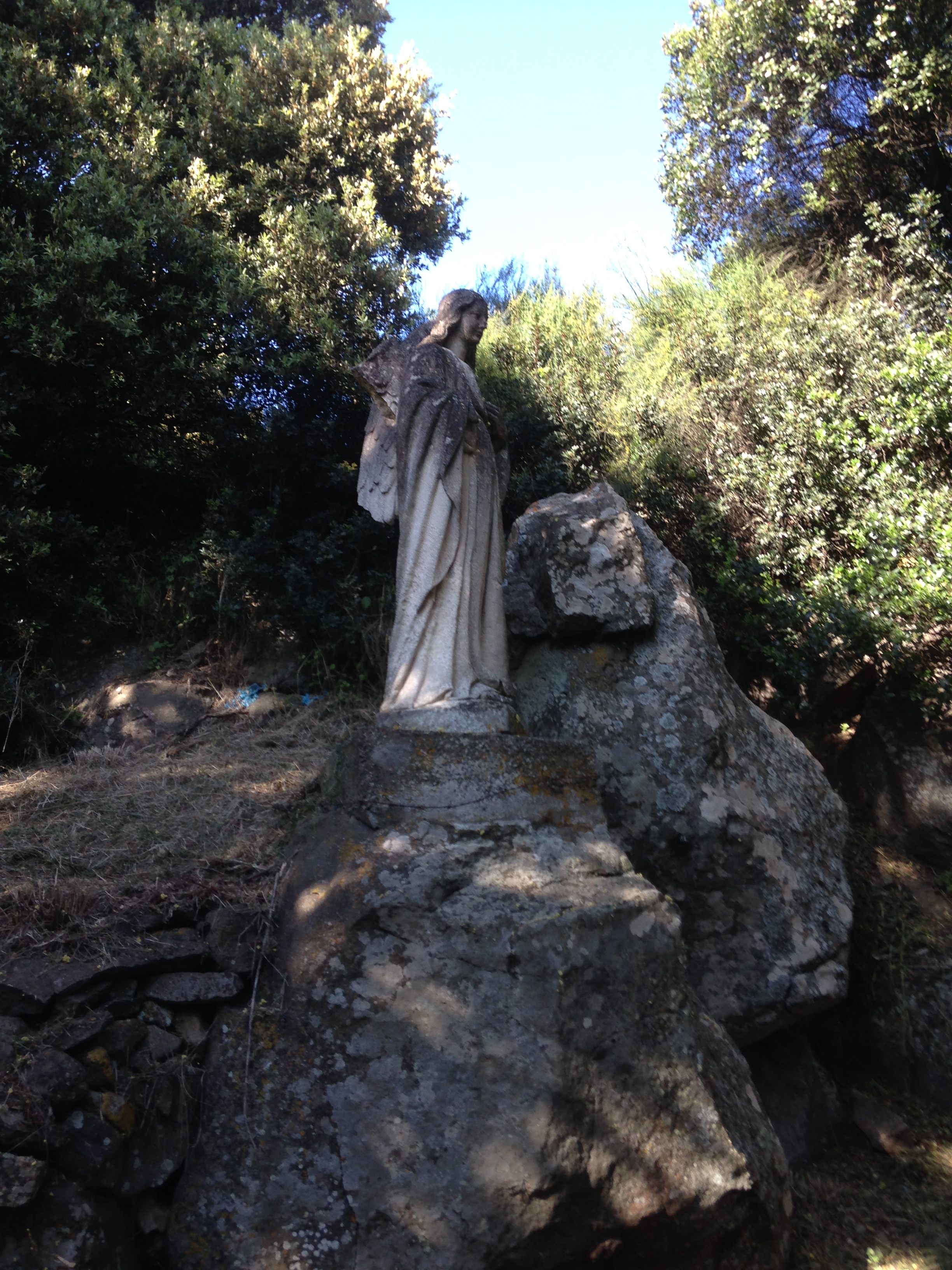
La statua della Madonna, nei pressi del Redentore
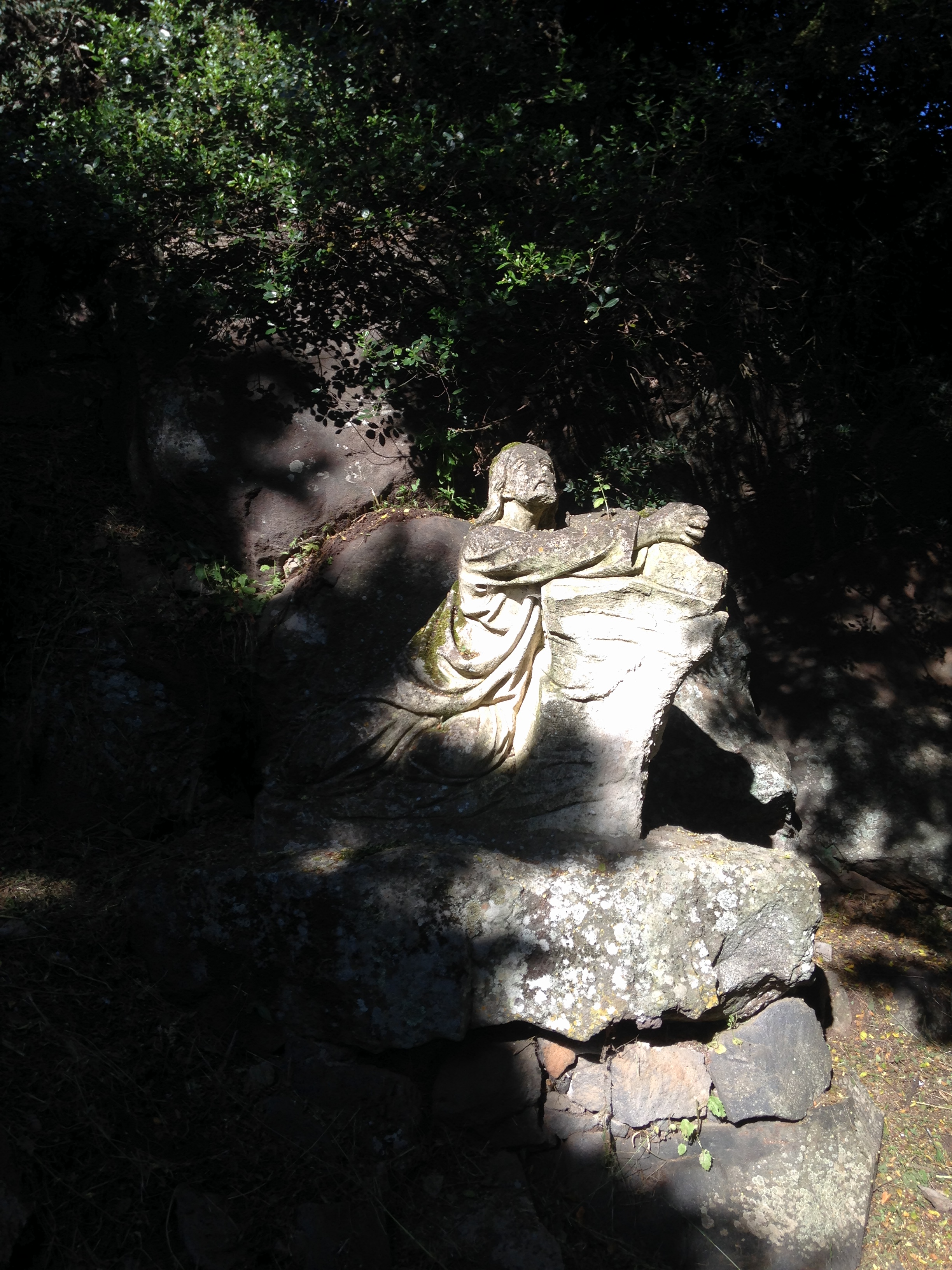
La statua di Gesù, anch'essa nei pressi del Redentore